# Milharado
Milharado es una freguesia portuguesa del concelho de Mafra, con 20,80 km² de superficie y 5.251 habitantes (2001). Su densidad de población es de 252,5 hab/km².